# Guitar Hero II
Pour les articles homonymes, voir Guitar hero (homonymie).
Guitar Hero II est un jeu de rythme sorti en 2006 sur PlayStation 2 et en 2007 sur Xbox 360. Il fait partie de la série Guitar Hero et fait suite à Guitar Hero, sorti l'année précédente.
Plus évoluée graphiquement que le premier opus de la série, cette version est adaptée notamment aux téléviseurs 16/9e. Le mode duel a été largement amélioré avec 3 déclinaisons : « duel » (comme dans Guitar Hero), « duel pro » (les deux joueurs jouent la même partition), et « coop » (les joueurs jouent deux instruments différents - guitares principale, rythmique et/ou basse).
Le joueur incarne toujours un guitariste et doit parvenir à jouer des chansons de rock avec le moins de fausses notes possible. Il est possible de jouer avec une guitare dédiée au jeu, ou à la manette. Cette guitare est équipée d'un capteur gyroscopique. Lorsque le joueur lève le manche, adoptant ainsi une position typique d'un guitar hero, le mode star power s'active, doublant le multiplicateur de points. À la manette, ce mode s'active par une simple pression d'un bouton.
Les notes défilent à l'écran selon des couleurs (qui correspondent aux boutons de la guitare) à la manière du jeu Dance Dance Revolution.
Une version Xbox 360 est sortie en avril 2007. Cette nouvelle version comporte bien évidemment quelques rajouts, tel que la haute définition, des chansons supplémentaires, ainsi que des téléchargements possibles via le Xbox Live.

## Liste de lecture Playstation 2

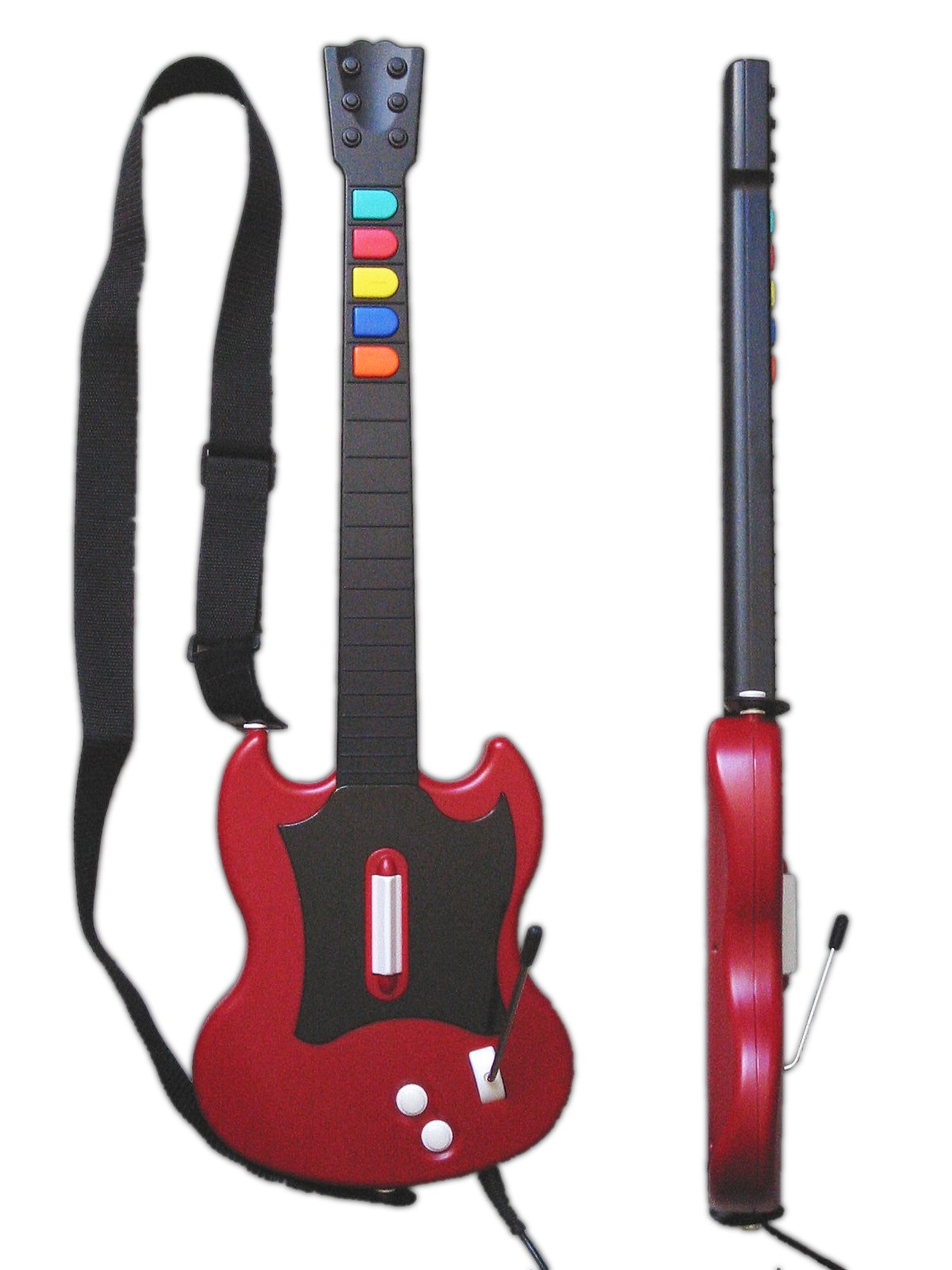
Manette de jeu en forme de guitare.

Les chansons ne sont pas les versions originales mais des versions rejouées, mises à part les chansons bonus.

### L'Entrée en matière
- Mötley Crüe – Shout at the Devil
- Danzig – Mother
- Cheap Trick – Surrender
- Wolfmother – Woman
- Spın̈al Tap – Tonight I'm Gonna Rock You Tonight (rappel)

### Pros de l'ampli
- Kiss – Strutter
- Nirvana – Heart-Shaped Box
- The Police – Message in a Bottle
- Van Halen – You Really Got Me
- Kansas – Carry On My Wayward Son (rappel)

### Pinceurs de cordes
- Foo Fighters – Monkey Wrench
- Alice in Chains – Them Bones
- Iggy & the Stooges – Search and Destroy
- The Pretenders – Tattooed Love Boys
- Black Sabbath – War Pigs (rappel)

### Les Partitions dangereuses
- Warrant – Cherry Pie
- Butthole Surfers – Who Was in My Room Last Night
- Matthew Sweet – Girlfriend
- The Rolling Stones – Can't You Hear Me Knocking
- Guns N' Roses – Sweet Child O' Mine (rappel)

### Le Retour du gratteur
- Rage Against the Machine – Killing in the Name
- Primus – John the Fisherman
- The Sword – Freya
- Thin Lizzy – Bad Reputation
- Aerosmith – Last Child (rappel)

### Riffs impitoyables
- Heart – Crazy on You
- Stone Temple Pilots – Trippin' on a Hole in a Paper Heart
- The Stray Cats – Rock This Town
- The Allman Brothers Band – Jessica
- Jane's Addiction – Stop (rappel)

### À mort les frettes
- Anthrax – Madhouse
- The Living End – Carry Me Home
- Lamb of God – Laid to Rest
- Reverend Horton Heat – Psychobilly Freakout
- Rush – YYZ (rappel)

### Cinglés de la gratte
- Avenged Sevenfold – Beast and the Harlot
- Suicidal Tendencies – Institutionalized
- Dick Dale & His Del-Tones – Misirlou
- Megadeth – Hangar 18
- Lynyrd Skynyrd – Free Bird (rappel)

### Pistes bonus
(dans l'ordre d'apparition dans la liste du jeu)
- The Last Vegas – Raw Dog
- Drist – Arterial Black
- Anarchy Club – Collide
- That Handsome Devil – Elephant Bones
- Valient Thorr – Fall of Pangea
- Vagiant – FTK
- Brian Kahanek – Gemini
- Bang Camaro – Push Push (Lady Lightning)
- The Acrobrats – Laughtrack
- Freezepop – Less Talk More Rokk
- Buckethead – Jordan
- The Amazing Royal Crowns – Mr. Fix It
- Every Time I Die – The New Black
- The Breaking Wheel – One for the Road
- The Neighborhoods – Parasite
- Count Zero – Radium Eyes
- Megasus – Red Lottery
- All That Remains – Six
- Honest Bob and the Factory-to-Dealer Incentives – Soy Bomb
- Shadows Fall – The Light That Blinds
- Dethklok – Thunder Horse
- Strong Bad – Trogdor
- Voivod – X-Stream
- Made in Mexico – Yes We Can
- Toadies – Possum Kingdom (en) (Xbox 360)
- My Chemical Romance - Dead!" (Xbox 360)
- Rancid - Salvation" (Xbox 360)